# Michail Gnesin
Michail Fabianovitsj Gnesin (Russisch: Михаил Фабианович Гнесин) Rostov aan de Don, 2 februari 1883 - Moskou, 5 mei 1957, was een Joods Russisch componist en educator op het gebied van muziek. Zijn vader was rabbijn. Zijn drie zusters richtten de Gnessin Staatsacademie voor Muziek op. 

## Levensloop
Zijn eerste lessen kreeg hij van Georgi Konius, daarna heeft hij les gehad van Nikolaj Rimski-Korsakov, Aleksandr Glazoenov en Anatoli Ljadov aan het conservatorium van Sint-Petersburg. Via dat instituut werd ook het Genootschap voor Joodse volksmuziek opgericht. Hij gaf muzieklessen in Duitsland (Hochschulen) van 1911 tot 1914. Daarna kwam hij terug in Rostov, verbleef enige tijd in Palestina en vertrok in 1923 naar Moskou om les te geven aan het conservatorium van Moskou. Hij sloot zich ook aan bij de academie die zijn naam droeg. Aram Chatsjatoerjan, Tichon Chrennikov, Jevgeni Svetlanov en Ion Melnik  waren zijn leerlingen. Gnesins muziek behoorde in eerste instantie toe aan de muzikale stroming behorende bij het Futurisme. Zo vlak na de Russische Revolutie werden kunstenaars in de Sovjet-Unie gewezen op hun plicht te vernieuwen. Dit veranderde begin jaren 30 van de twintigste eeuw, waarin men de opdracht kreeg zo veel mogelijk kunst te ontwerpen/maken, die het volk zou begrijpen. Dit gebeurde onder dwang en Gnesin heeft al vroeg moeten buigen voor dit officiële standpunt. Na de omslag schreef hij muziek, die terug te voeren valt op de Russische volksmuziek.
Volgens zijn vriend Igor Stravinsky kleedde Gnesin zich als een orthodoxe Jood, maar hield er radicale ideeën op na. Gnesin nam Galina Oestvolskaja's examen af.

## Oeuvre
- Opus 4: d’Après Shelley; symfonisch fragment;
- Opus 11 : Requiem
- Opus 28: Songs of a Knight Errant (2 violen, altviool, cello en harp;(1929)
- Opus 32.2 : Das Grabmal Rachels
- Opus 34: Lied van een dolende ridder, ter nagedachtenis van Süßkind von Trimberg- de Joodse Minnezanger uit de 13e eeuw, voor cello en piano, (1921)
- Opus 36: Joodse liederen (1923-1926)
- Opus 37: Lied van Marianne
- Opus 41: Het Joods Orkest op het bal van de burgemeester (Theatermuziek bij Nikolaj Gogol’s Revisor (1926)
- Opus 43: Vioolsonate (1928)
- Opus 44: Muziek bij “Het verhaal van rode Mottele” van Josef Utkin voor zang en piano (1926-1929)
- Opus 48 : Adygea (sextet voor viool, cello, klarinet, hoorn en piano (1937)
- Opus 51: Drie Karakteristieke melodieën op De Stenen Gast van Aleksandr Poesjkin (1948)
- Opus 60: Drie melodieën voor klarinet, viool, cello, piano, op. 60 (1942)
- Opus 63: Trio voor piano, viool en cello (requiem for our lost children)
- Vrubel (1911)
- A Nigun Fun Schajke-Pfaifer (cello / piano)(1912)
- The conqueror Worm (Edgar Allan Poe)(1913)
- Oedipus Rex (theater)(1915)
- Fantasie voor orkest (1919)
- Songs from the old country (1919)
- The Maccabbees (1921)
- The Youth of Abraham (1921-1923)
- Songs of Songs (1923)
- Solntse vschodit na zapade (filmmuziek)(1933)
- Amangeldy (filmmuziek) (1939)
- Antigone (theater)
- The Rose and the cross (Aleksandr Blok)
- Song of Adonis
- Fantasie in Joodse stijl
- Variaties op joods thema’s
- Azerbeidzjaanse volksliedjes voor strijkkwartet
- Sonate-ballade voor cello en piano

Andere leden Genootschap onder leiding van Joel Engel (1862-1927):
- Joseph Achron (1886-1943),
- Alexander Krein (1883-1951),
- Mosje Milner (1886-1952),
- Solomon Rosowsky (1878-1962),
- Lazare Saminsky (1882-1959),
- Ephraïm Skliar (1871-?), en
- Alexander Weprik (1899-1958)